# Xã West Pike Run, Quận Washington, Pennsylvania
Xã West Pike Run (tiếng Anh: West Pike Run Township) là một xã thuộc quận Washington, tiểu bang Pennsylvania, Hoa Kỳ. Năm 2010, dân số của xã này là 1.587 người.